# 倭漢書県
倭漢書 県（やまとのあやのふみ の あがた）は、飛鳥時代の人物。氏は倭漢あるいは書とも記される。姓は直。

## 経歴
舒明天皇11年（639年）百済川の辺（現在の奈良県北葛城郡広陵町百済）に百済宮と百済大寺を建てた際、大匠（建築技師の責任者）を務める。皇極天皇元年（642年）舒明天皇の崩御に際して、百済国から来日した弔問使のもとへ阿曇山背比羅夫・草壁磐金と共に百済国の様子を訪ねるために遣わされ、義慈王即位後の百済の政変に関する情報を入手した。
白雉元年（650年）遣唐使で利用するための百済船の造船を行うため、白髪部鐙・難波胡床と共に安芸国へ派遣されている。